# Хук, Алекс
Алекс Хук (англ. Alex Hook; род. 5 ноября 2001, Торонто, Канада) — канадская актриса. Наиболее известна ролью Фрэнки Гейнс в американском телесериале «Я — Фрэнки».

## Биография
Александра родилась в Торонто (Онтарио) 5 ноября 2001 года. В 2008 переехала в Кингстон вместе с родителями и старшим братом.
В Кингстоне девушка начала посещать местный музыкальный театр, в котором в дальнейшем выступала много лет. Ещё в детском возрасте Алекс поняла, что хочет и в дальнейшем продолжить карьеру актрисы. Она рассказала об этом своей маме, которая подписала контракт с «SoHo Management», с которым Хук работает и по сей день.
После подписи контракта девушка начала сниматься в рекламных роликах для «The Family Channel» на протяжении нескольких месяцев.
В 2012 году Александра сыграла роль в одном из эпизодов документального сериала «Motives & Murders: Cracking The Case», а также в «Handsome Devils» в 2014 году.
В 2016 году снялась в фильме «A Nutcracker Christmas».
В этом же году Алекс прошла прослушивание и получила роль Фрэнки Гейнс в сериале от телеканала Никелодеон под названием «Я — Фрэнки», благодаря которому девушка получила признание и обрела популярность.